# Antapani Kulon
Antapani Kulon is een bestuurslaag in het regentschap Kota Bandung van de provincie West-Java, Indonesië. Antapani Kulon telt 10.047 inwoners (volkstelling 2010).